# Svobodná kultura

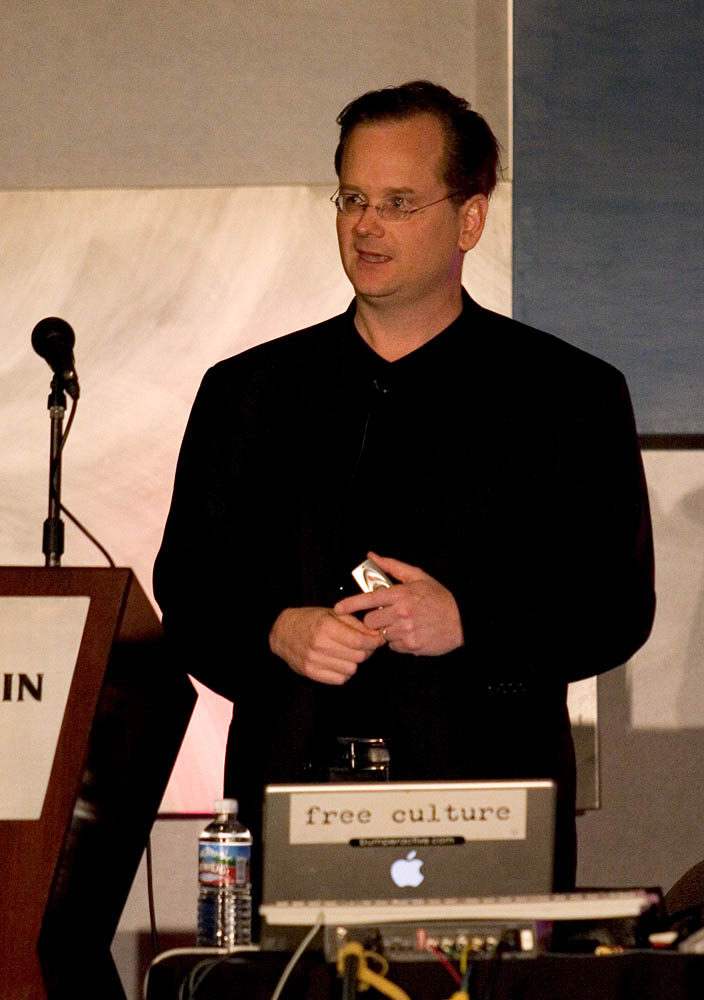
Autor knihy Lawrence Lessig

Svobodná kultura (anglicky Free Culture) je kniha Lawrence Lessiga z roku 2004, která se zabývá problematikou udržitelnosti autorských práv vzhledem k nástupu Internetu.

## O knize
Ve Svobodné kultuře se Lawrence Lessig, nyní profesor práva na Harvard Law School, zabývá udržitelností stávající podoby práva duševního vlastnictví v době poznamenané nástupem Internetu. Autorský zákon nebyl podle něj vytvořený pro situaci, v níž technologie umožňují hromadné kopírování, stahování a sdílení obsahu, a proto jeho nynější úprava vyžaduje změnu.
Lessig zkoumá historický vývoj omezování kreativity prostřednictvím autorských zákonů a rozlišuje několik druhů aktivit, které se dnes označují souhrnně jako pirátství. Poukazuje také na to, že místo opatření ve prospěch etablovaných mediálních korporací je potřeba důsledně zvážit příležitosti i hrozby nových technologií, aby se veřejnosti zbytečně neomezoval přístup ke kreativnímu obsahu a tím nebrzdil rozvoj kultury.
V závěru navrhuje jednoduchou alternativu k současnému systému, která je založená na oficiální registraci a prodlužování autorské ochrany.

## Český překlad
Nekomerční otevřený překlad do češtiny probíhal v období od května 2007 do dubna 2010. V červnu 2007 ho zaštítil server Root.cz a věnoval mu pracovní wiki, kde byla umístěna HTML verze překladu.

## Vydání
- První vázané vydání v USA: ISBN 1-59420-006-8
- První brožované vydání (paperback) v USA: ISBN 0-14-303465-0